# 동물병원
동물병원(動物病院)은 수의사가 사육 동물의 진료 업무를 하는 시설의 통칭이다. 동물 의료 센터 등으로도 불린다. 수의사, 조수 등으로 이루어진다.

## 같이 보기
- 애완동물 묘지
- 애완동물 가게
- 애견 카페